# Laurent Travini
Laurent Travini (Gap, 24 novembre 1972) è un ex rugbista a 15 e dirigente sportivo francese, internazionale per l’Italia.

## Biografia
Laurent Travini ha svolto l'intera carriera in Francia: nato a Gap (Provenza), crebbe nel PARC, club rugbistico di Aix-en-Provence, per poi iniziare la carriera in prima squadra a Istres, e proseguirla a Nîmes.
In ragione delle sue ascendenze, Travini ha anche la cittadinanza italiana e per questa ragione fu idoneo alla selezione da parte della selezione azzurra; tra il 1999 e il 2000 disputò 4 incontri e fu selezionato per la Coppa del Mondo di rugby 1999 in Galles pur senza mai essere schierato nella competizione; la sua ultima presenza per l'Italia risale all'incontro con l'Irlanda nel corso del Sei Nazioni 2000.
Dopo otto stagioni al Dax, nel 2003 si trasferì al Mont-de-Marsan, con il quale nel 2008 vinse il campionato di seconda divisione Pro D2; alla fine della stagione successiva giunse il ritiro definitivo.
Da dirigente sportivo, ha presieduto il Provale, l'associazione francese dei rugbisti professionisti; ne è stato anche segretario generale e, attualmente, è membro della commissione medica della stessa associazione.